# NGC 181
NGC 181 es una galaxia espiral localizada en la constelación de Andrómeda.